# Solano Szent Ferenc
Solano Ferenc (spanyol: Francisco Solano), egyházi nevén Solano Szent Ferenc (Montilla, 1549. március 10. – Lima, 1610. július 14.) ferences misszionárius. Kortársai már életében az „Újvilág csodatevője” és „Peru napja” címmel illették. Hittérítő tevékenysége az amerikai katolikus missziós történet legragyogóbb fejezetei közé tartozik.
VIII. Orbán pápa 1625. február 1-jén megindította szentté avatási perét. 1675-ben X. Kelemen pápa boldoggá, 1726-ban XIII. Benedek pápa szentté avatta. Argentína, Uruguay, Chile és Peru köztársaságai apostolukként és oltalmazójukként tisztelik.

## Élete
Córdoba közelében, Montilla városában született 1549. március 10-én. Édesapja Mateo Sánchez Solano spanyol nemes, édesanyja Ana Ximenez. Ferenc a jezsuitáknál részesült az alapfokú oktatásban, hamar elnyerte társai és tanítói nagyrabecsülését. 1569-ben belépett szülőfaluja ferences kolostorába, ahol fogadalma letételéig (1570) szigorúan vezekelt. 1572-ben a Sevilla közelében levő Nuestra Senora de Loretóba küldték, ahol pappá szentelték.
Újoncmesterként San Francisco del Montéban a tanítványait egyszerűségre, alázatosságra, mély vallásosságra nevelte. Ha pedig hibázott valamelyik diákja, ő maga vezekelt helyette. 1583-ban Sierra Morenába helyezték, itt gvárdián lett. Később elment Montoro városba, ahol pestisben szenvedőket ápolt. Ezután a Granada közelében lévő zubiai Szent Lajos-kolostorba küldték. Áldozatos, önfeláldozó tevékenységéért a betegek és foglyok apostolának nevezték. Amikor kiváló szónokká érett afrikai misszióba kérte magát, ám Amerikába küldték. Tizenegy misszionárius tárával együtt 1589. február 28-án szállt hajóra. Három hónap múlva kötöttek ki a kolumbiai Cartagenában. Ekkor Ferenc gyalog vágott át Panamán, hogy a Csendes-óceánon ismét hajóra szálljon Peru felé.

## Képgaléria

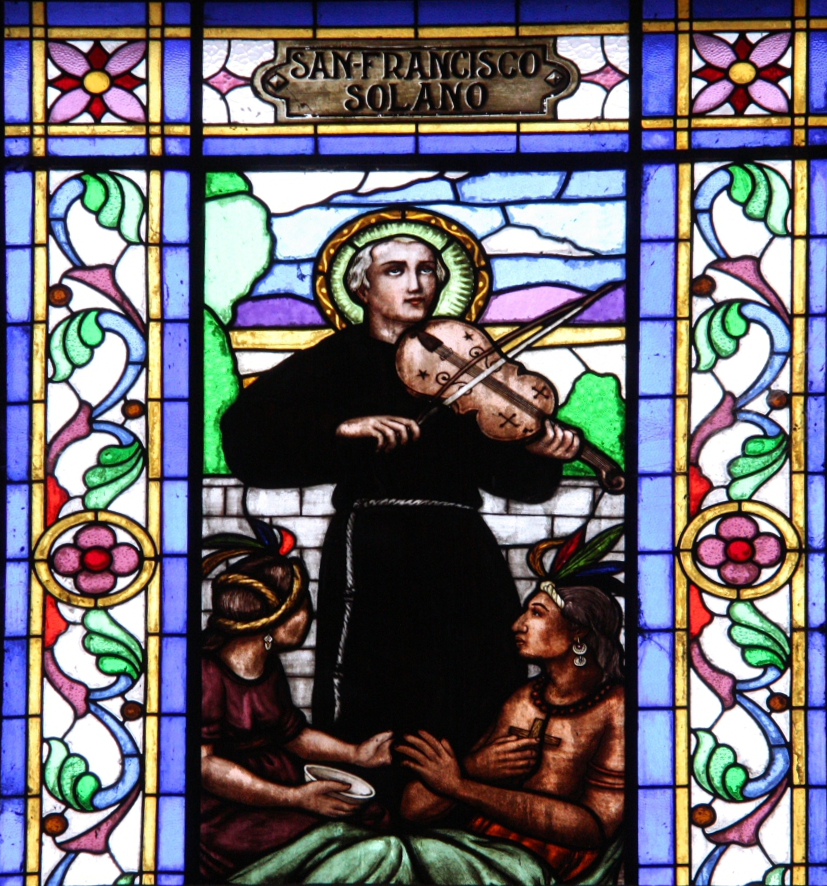
Üvegablakon a Templo del Hospitalban (Mexikó)
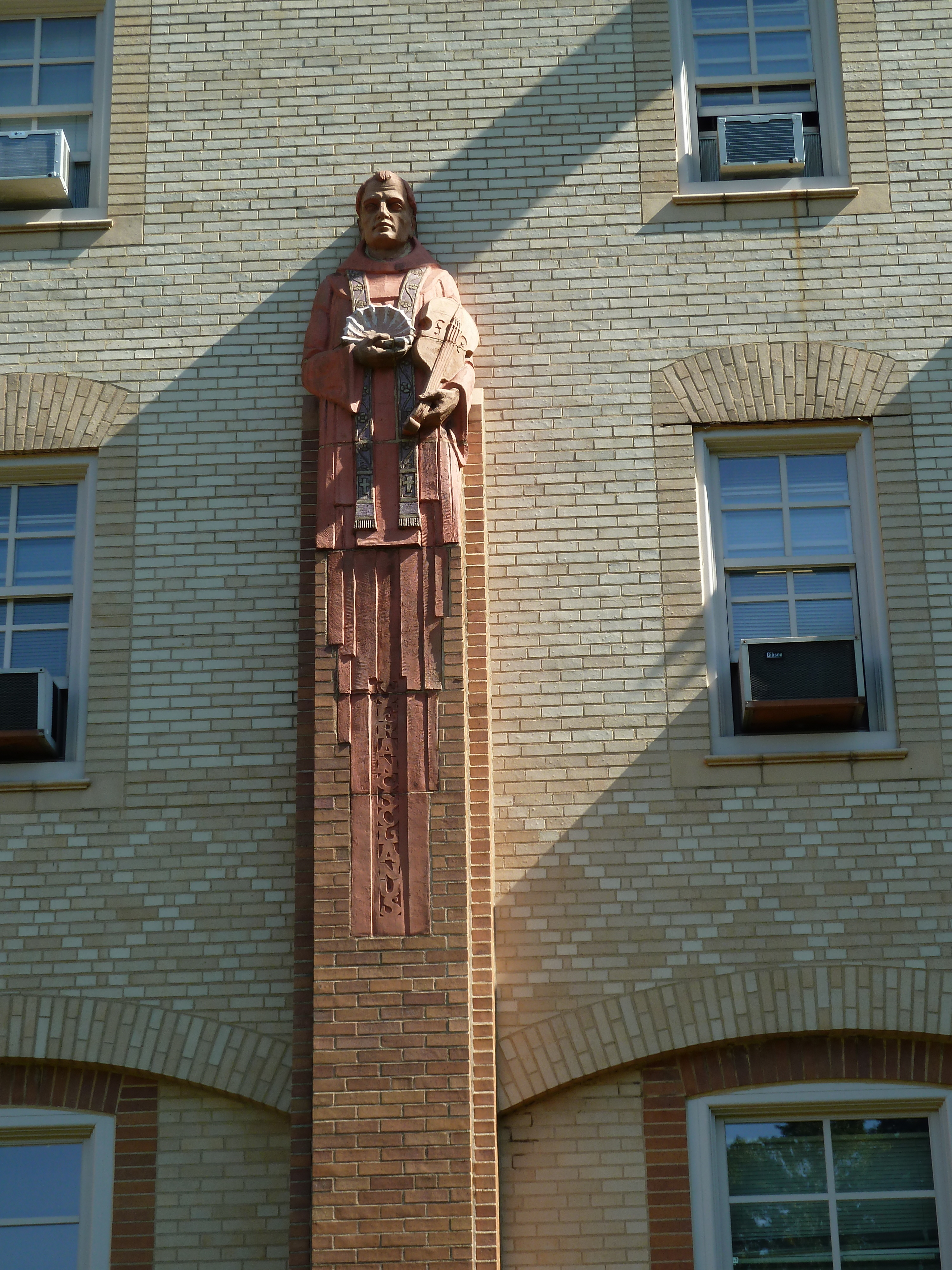
Szobra a Francis Solanus Howard Egyetemen
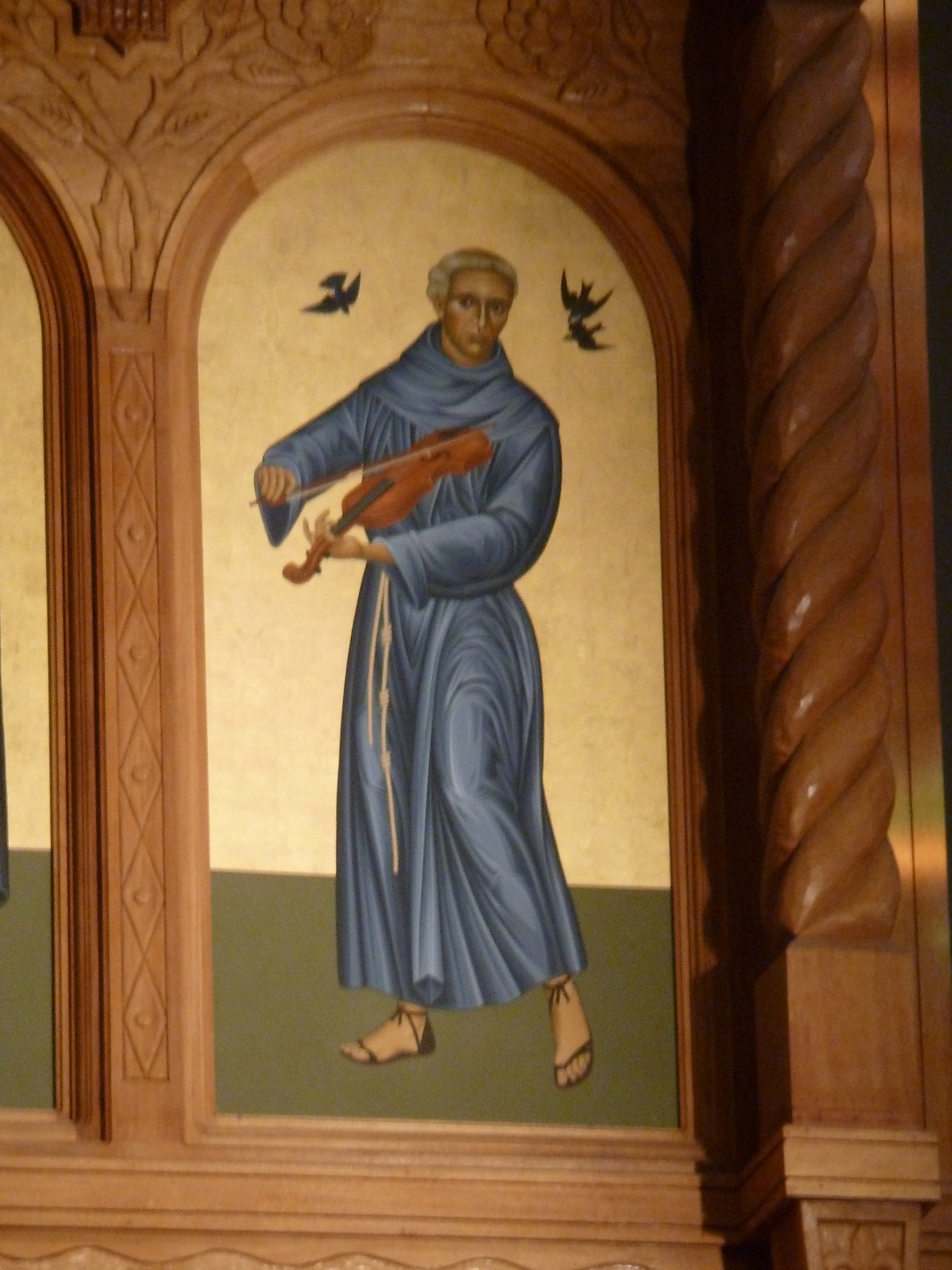
Festménye a Francis Solanus katolikus katedrálisban (Santa Fe)
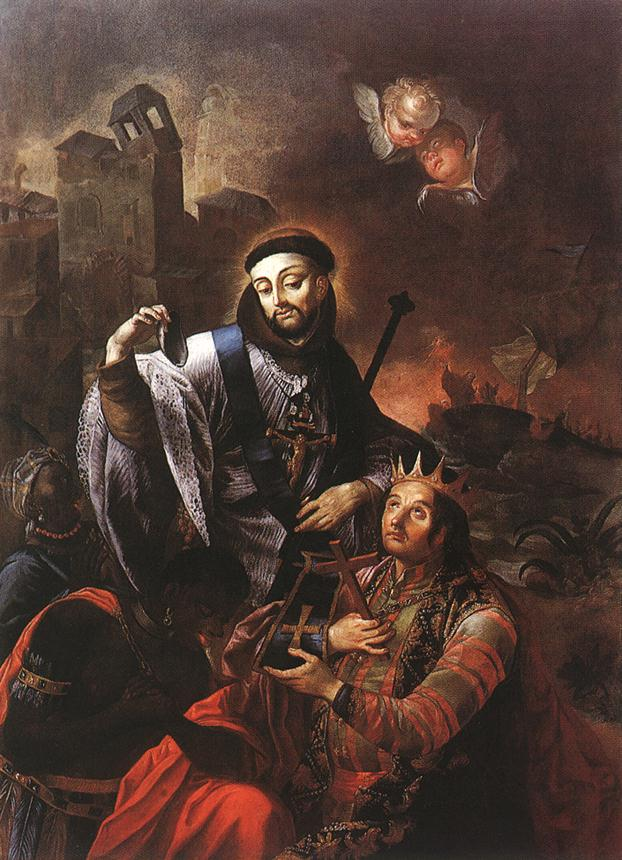
Johann Lucas Kracker: Solano Szent Ferenc megkereszteli az indiánokat (1770)